# Le Jubilé
Le Jubilé est une farce en un acte d'Anton Tchekhov parue en 1891.

## Résumé
Khirine se plaint de son directeur Chipoutchine, pour lequel il doit écrire le texte d'un exposé qui sera prononcé dans l'après-midi, il est cependant empêché dans son travail par diverses choses.
Tout d'abord, Chipoutchine lui parle de ses problèmes de couple, en effet, selon lui, Khirine boit et bat sa femme, cela énerve Khirine qui est d'un caractère assez colérique. Puis Tatiana arrive, et raconte diverses histoires qui lui sont arrivées récemment, que personne ne comprend à part elle, qui sont longues, et que personne ne veut écouter. Finalement, Mertchoukina arrive et réclame à Chipoutchine 25 roubles pour une raison abracadabrantesque : son mari a été renvoyé d'un corps de l'armée, et une partie de sa solde a été retenue sans raison, mais celle-ci croit dur comme fer qu'il faut s'adresser à Chipoutchine pour se faire rembourser, et malgré les efforts de Chipoutchine, elle persévère dans sa requête.
Par la suite, Khirine devient fou et poursuit les deux femmes pour les faire sortir, et toutes deux s'évanouissent au moment où un délégué des inspecteurs du travail arrive pour remettre un prix à Chipoutchine, mais, voyant la situation dans le bureau, repart avec son prix.

## Personnages
- Andréï Andréïevitch Chipoutchine, président du Conseil d'administration de la Société du Crédit mutuel de N..., homme d'âge moyen, portant monocle
- Tatiana Alexéïevna, sa femme, 25 ans
- Kouzma Nicolaïévitch Khirine, vieux comptable de la banque
- Nastassia Fédorovna Mertchoutkina, une vieille, avec un grand manteau crasseux
- Membres du conseil d'administration
- Employés de la banque

## Représentations
- La pièce est mise en scène au théâtre de la Citerne en 1985[1].
- La pièce a été mise en scène en juillet 2009 au Sudden théâtre[2], avec L'Ours et Une demande en mariage. La mise en scène de ces pièces soulignait l'aspect "prophétique" de Tchekov en situant son action non pas à la fin du XIXe siècle, mais en 1930[3].